# ويليام غيبونز
ويليام غيبونز (بالإنجليزية: William Gibbons)‏ هو محامي وقاضي وسياسي أمريكي، ولد في 8 أبريل 1726، وتوفي في 27 سبتمبر 1800 في الولايات المتحدة. انتخب عضو مجلس نواب جورجيا.